# Wynki
Wynki (deutsch Wönicken) ist ein Ort in der polnischen Woiwodschaft Ermland-Masuren. Er gehört zur Gmina Łukta (Landgemeinde Locken) im Powiat Ostródzki (Kreis Osterode in Ostpreußen).

## Geographische Lage
Wynki liegt am Nordwestufer des Lobbe-Sees (polnisch Jezioro Łoby) im Westen der Woiwodschaft Ermland-Masuren, zwölf Kilometer nordöstlich der Kreisstadt Ostróda (deutsch Osterode in Ostpreußen).

## Geschichte
Das kleine Dorf Wenicken – nach 1785 Wenken, nach 1820 Wönicken genannt – wurde 1540 erstmals urkundlich erwähnt. Von 1874 bis 1945 war Wönicken in den Amtsbezirk Locken (polnisch Łukta) im Kreis Osterode in Ostpreußen eingegliedert.
Im Jahre 1910 waren in Wönicken 160 Einwohner registriert. Ihre Zahl belief sich 1933 auf 156, und im Jahre 1939 waren es 153, die in 40 Haushalten lebten und von denen 84 in der Land- und Forstwirtschaft und 54 in Industrie und Handwerk beschäftigt waren.
Als 1945 in Kriegsfolge das gesamte südliche Ostpreußen an Polen fiel, war auch Wönicken davon betroffen. Das Dorf erhielt die polnische Namensform „Wynki“ und ist heute als Sitz eines auch für Pupki (Pupken) zuständigen Schulzenamtes (polnisch Sołectwo) eine Ortschaft innerhalb der Landgemeinde Łukta (Locken) im Powiat Ostródzki (Kreis Osterode in Ostpreußen), bis 1998 der Woiwodschaft Olsztyn, seither der Woiwodschaft Ermland-Masuren mit Sitz in Olsztyn (Allenstein) zugehörig. Im Jahre 2011 zählte Wynki 110 Einwohner.

## Kirche
Bis 1945 war Wönicken in die evangelische Kirche Locken in der Kirchenprovinz Ostpreußen der Kirche der Altpreußischen Union, außerdem in die römisch-katholische Kirche Osterode in Ostpreußen eingepfarrt.
Heute gehört Wynki katholischerseits zur Kirche der Gottesmutter von Częstochowa Łukta im Erzbistum Ermland, evangelischerseits zur Kirche Łęguty (Langgut), einer Filialkirche von Ostróda in der Diözese Masuren der Evangelisch-Augsburgischen Kirche in Polen.

## Schule
Im Jahre 1907 wurde in Wönicken eine Volksschule begründet, die man von Worleinen (polnisch Worliny) abzweigte. 1925 konnte ein einklassiger Schulneubau in Dienst genommen werden.

## Gräberfeld aus römischer Kaiserzeit
Wie auch in anderen Orten im Kreis Osterode in Ostpreußen – so in Domkau (polnisch Domkowo), Frögenau (Frygnowo) oder Grabitzken (Grabiczki) – gab es in Wönicken ein Gräberfeld aus der römischen  Kaiserzeit. Auf deutscher Seite war man überzeugt, dass es sich dabei um Gräber der Goten gehandelt hat.

## Verkehr
Wynki liegt an einer Nebenstraße, die bei Worliny (Worleinen) von der Woiwodschaftsstraße 530 abzweigt und bis nach Dąg (Dungen) führt. Eine Anbindung an den Bahnverkehr besteht nicht.